# Rijksweg Maastricht - Nijmegen

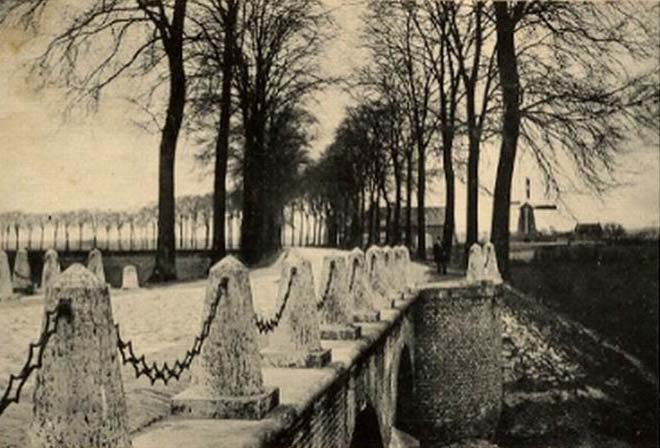
De brug over de Niers bij Gennep was onderdeel van de rijksweg Maastricht-Nijmegen (circa 1900)

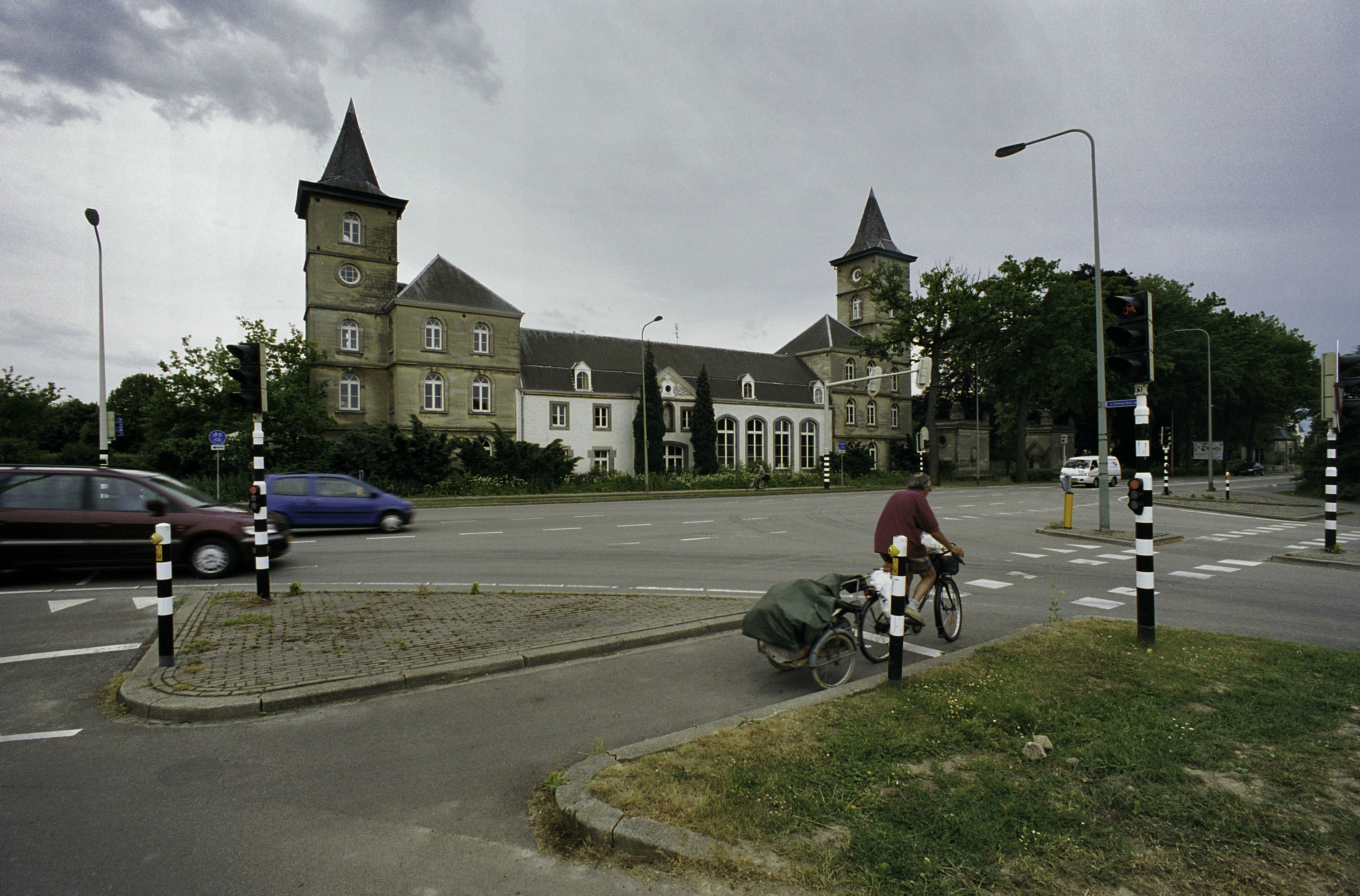
De straat Mariënwaard bij La Grande Suisse was eveneens onderdeel van de rijksweg

De rijksweg Maastricht - Nijmegen is een voormalige rijksweg in Nederland. Het is een vrijwel kaarsrechte en verharde verbindingsweg op de rechteroever van de Maas met een lengte van circa 135 kilometer tussen de steden Maastricht en Nijmegen die is aangelegd tussen 1840 en 1845. Nagenoeg de gehele route is nog steeds te volgen, hoewel de functie als doorgaande route tussen de twee steden op de meeste plaatsen door andere wegen is overgenomen. De weg loopt door twee provincies: Gelderland en Limburg.

## Geschiedenis
Op de linkeroever van de Maas lag reeds sinds de Romeinse tijd een hoofdweg (heerweg) tussen de twee steden: de Via Mosae, die vanuit Tongeren via Maastricht, Blerick en Cuijk naar Nijmegen liep. Napoleon Bonaparte bedacht in 1811 een nieuwe verbindingsweg tussen Maastricht en Blerick die ongeveer gelijk aan dit traject kwam te liggen (de Napoleonsweg). Na de aansluiting van oostelijk Limburg bij Nederland in 1839, waarbij deze oude verbinding voortaan gedeeltelijk op Belgisch grondgebied kwam te liggen, gaf koning Willem I opdracht tot de aanleg van een verharde weg die geheel op Nederlands grondgebied ging lopen. De aanleg hiervan vond plaats tussen 1840 en 1845. Vanaf 1843 was de jonge civiel ingenieur J.G. van den Bergh, later Minister van Waterstaat, Handel en Nijverheid, bij het project betrokken.
Het traject werd op de meeste plaatsen kaarsrecht aangelegd en volgde meestal niet de bestaande (veld)wegen, zodat de meeste dorpskernen niet direct aan de weg kwamen te liggen. Naderhand vestigden handelsondernemingen zich langs de weg en breidde de bebouwing zich op een aantal plaatsen uit rondom de weg, waardoor de weg ook lokaal vaak de voornaamste weg werd. Dat is te zien aan het tracé van de tramlijn Venlo - Tegelen - Steyl. Deze volgde van Venlo tot Tegelen de rijksweg en week daarna van deze weg om naar Kruis in Tegelen te gaan en vervolgens naar de Veerweg in Steyl. Rond de aanleg in 1888 was de weg nog niet zo druk, waardoor de tramsporen in het wegdek gelegd werden. Na 1918 mocht dit niet meer, want toen was de weg aanmerkelijk drukker geworden.

### Traject
In zijn oorspronkelijke vorm verliep het traject van deze rijksweg vanaf de Sint-Maartenspoort in Maastricht via Sittard, Roermond, Venlo en Gennep tot aan de Molenpoort in Nijmegen. Nadien hebben er weinig wijzigingen in het traject plaatsgevonden, behalve dat de functie als doorgaande route werd overgenomen door nieuwe wegen. Zo werd in de jaren 60 van de 20e eeuw de huidige A2 tussen Maastricht en Sint Joost aangelegd, die behalve tussen Meerssen en Beek iets westelijker kwam te liggen van de oude rijksweg. Hiermee werd de doorgaande functie van de weg op deze plaats voor het eerst opgeheven en werd het wegbeheer hier deels overgedragen aan de provincie en deels aan de gemeenten. Tussen Venlo en Nijmegen werd de doorgaande functie in de jaren 90 overgenomen door de A73, die op de linkeroever van de Maas kwam te liggen. De openstelling van de A73 tussen Sint Joost en Venlo in 2008 betekende uiteindelijk ook voor dit gedeelte van de oude rijksweg het einde als doorgaande route.
De Kruisberg bij Meerssen was in de 19e eeuw een van de gevaarlijkste punten op de route, omdat remmen hier destijds nog moeilijk was.
De weg is geen aaneengesloten route meer en de weg is op een aantal plaatsen om de bebouwde kommen heen geleid, waaronder bij Gennep, Arcen, Susteren en Sittard. De weg wordt op de meeste plaatsen nog aangeduid als de Rijksweg. De buurtschap Aan de Rijksweg bij Roermond is genoemd naar deze rijksweg.

### Wegnummering
Met de invoering van de Wegnummering 1957 werd de gehele route voor het eerst aangeduid met het wegnummer N95. Sinds 1982 draagt de weg tussen Maastricht en Sittard geen nummer meer, behalve tussen Meerssen en Beek waar het traject nu onderdeel is van de A2. Het weggedeelte bij Mariënwaard en Kruisdonk werd tot circa 2012 aangeduid als N586. Tussen Sittard en Sint Joost is de weg onderdeel van de N276, tussen Venlo en Malden is het de N271, tussen Malden en Nijmegen de N844 en in Nijmegen de s105.